# Roemeens voetbalkampioenschap 1914/15
In 1914/15 werd het zesde kampioenschap in Roemenië georganiseerd. Româno-Americană Boekarest werd kampioen.

## Eindstand
| Plaats | Team                       | Wed. | W | G | V | Doelpunten | Verschil | Ptn |
| ------ | -------------------------- | ---- | - | - | - | ---------- | -------- | --- |
| 1      | Româno-Americană Boekarest | 10   | 8 | 2 | 0 | 31 : 04    | +27      | 18  |
| 2      | Prahova Ploiești           | 10   | 7 | 3 | 0 | 50 : 12    | +38      | 17  |
| 3      | Colentina Boekarest        | 10   | 5 | 1 | 4 | 15 : 15    | ±0       | 11  |
| 4      | Bukarester FC              | 10   | 4 | 0 | 6 | 20 : 29    | −09      | 8   |
| 5      | Colțea Boekarest           | 10   | 2 | 0 | 8 | 05 : 35    | −30      | 4   |
| 6      | Oltenia Craiova            | 10   | 1 | 0 | 9 | 06 : 32    | −26      | 2   |